# Nationalparks in Deutschland
| Bayerischer Wald |

| Berchtesgaden |

| Schleswig-Holsteinisches Wattenmeer |

| Niedersächsisches Wattenmeer |

| Hamburgisches Wattenmeer |

| Jasmund |

| Harz |

| Sächsische Schweiz |

| Müritz |

| Vorpommersche Boddenlandschaft |

| Unteres Odertal |

| Hainich |

| Eifel |

| Kellerwald-Edersee |

| Schwarzwald |

| Hunsrück-Hochwald |

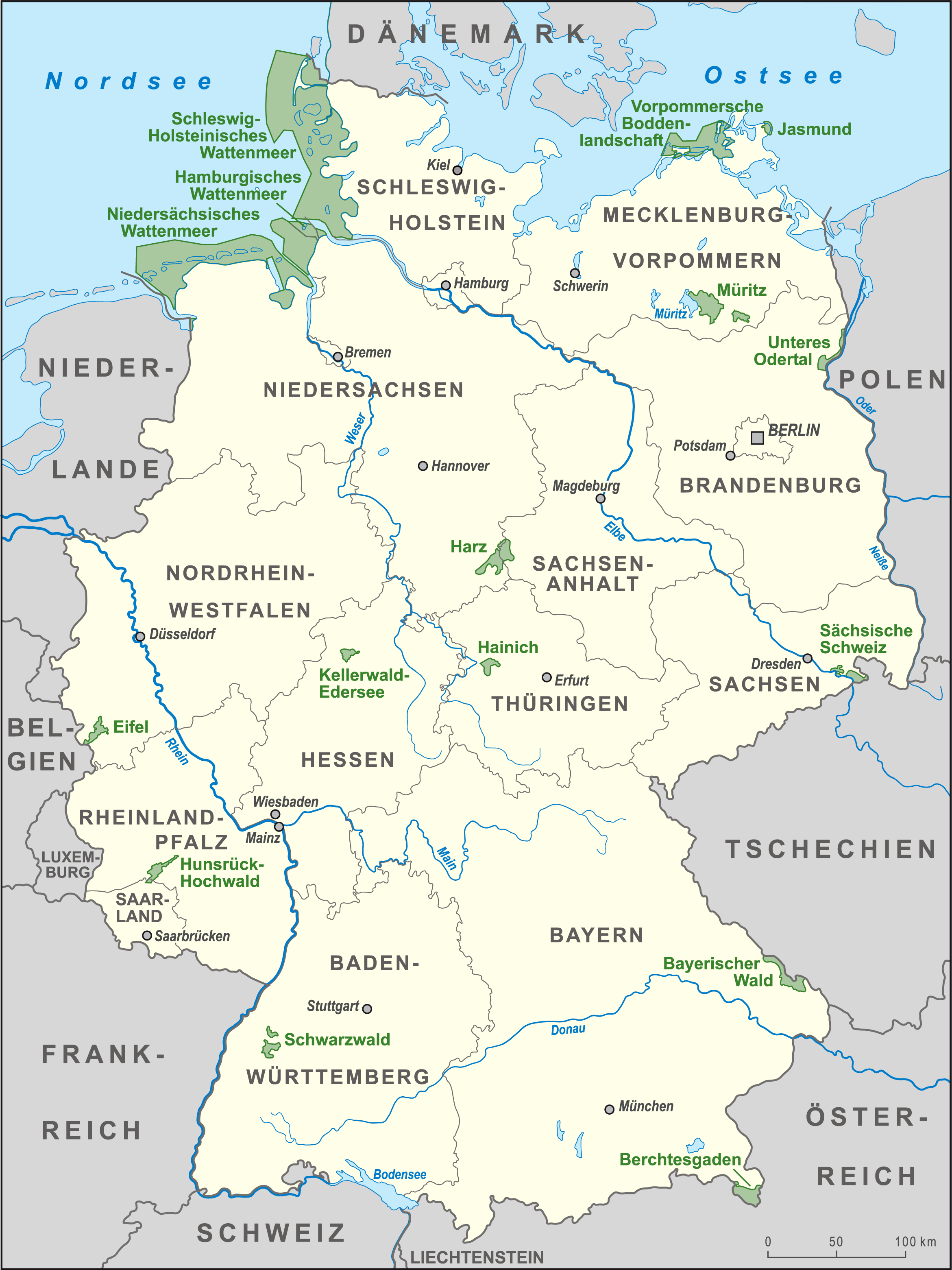
Karte Nationalparks in Deutschland

Nach den international anerkannten Kategorien der IUCN ist ein Nationalpark ein Schutzgebiet der Kategorie II, das hauptsächlich zur Sicherung großflächiger natürlicher und naturnaher Gebiete und großräumiger ökologischer Prozesse eingerichtet wird (Prozessschutz). Diese Schutzgebiete sollen nach § 24 Abs. 2 des Bundesnaturschutzgesetzes (BNatSchG) die ökologische Unversehrtheit eines oder mehrerer Ökosysteme sichern, gleichzeitig aber auch Naturerfahrungs-, Forschungs-, Bildungs- und Erholungsangebote fördern.

## Definition von Nationalparks in Deutschland
Der Nationalpark gehört in Deutschland zu den Möglichkeiten des gebietsbezogenen Naturschutzes. In § 24 wird festgelegt, dass Nationalparks (auch Nationalparke genannt) dem großräumigen Schutz von Gebieten von besonderer Eigenart dienen sollen. Diese Gebiete müssen in einem überwiegenden Teil die Voraussetzungen eines Naturschutzgebietes erfüllen und sich großteils in einem vom Menschen nicht oder wenig beeinflussten Zustand befinden oder zumindest dafür geeignet sein.
Grundsätzlich sind in Nationalparks alle Handlungen, Eingriffe und Vorhaben verboten, die dem Schutzzweck zuwiderlaufen. Für Ausnahmen von dieser Regelung gilt die Eingriffs-Ausgleichs-Regelung des Bundesnaturschutzgesetzes. Nationalparks sind bei der Bauleitplanung zu berücksichtigen und müssen in Bebauungsplänen dargestellt und beachtet werden. Man spricht hier von einer nachrichtlichen Übernahme. Es handelt sich um verbindliche Festlegungen, die nicht etwa aufgrund eines übergeordneten Allgemeinwohls in der Abwägung überwunden werden können.
Die Zielsetzung deutscher Nationalparks wird in Absatz 2 des § 24 BNatSchG definiert. Im Vordergrund steht der ungestörte Ablauf von Naturvorgängen. Sekundäre Ziele sind wissenschaftliche Umweltbeobachtung und naturkundliche Bildung sowie Naturerlebnis für die Bevölkerung.
Neben dem Nationalpark kennt das Bundesnaturschutzgesetz weitere Schutzmöglichkeiten, die mehr oder weniger rigide sind und unterschiedliche Zweckbestimmungen haben:
- Besonderer Gebietsschutz: Naturschutzgebiete, Landschaftsschutzgebiete, Biosphärenreservate, Naturparks,
- Schutz einzelner Landschaftsteile: Naturdenkmale, geschützte Landschaftsbestandteile
- Schutz von Arten und Biotopen: Biotopschutz
- Europäische Schutzgebiete nach der Fauna-Flora-Habitat-Richtlinie zur Bildung eines europäischen Biotopverbundsystems Natura 2000.

## Gegenwärtige Situation
Die Fläche der 16 Nationalparks in Deutschland beträgt 1.050.442 ha (Stand: Oktober 2020). Ohne die marinen Gebiete von Nord- und Ostsee sind es aber nur 208.238 ha, was lediglich 0,6 % der terrestrischen Fläche Deutschlands entspricht. Demgegenüber gab es Ende 2017 in Deutschland 8.833 Naturschutzgebiete mit einer Gesamtfläche von 2.627.510 Hektar (inklusive der Ausschließlichen Wirtschaftszone (AWZ) und der 12-Seemeilen-Zone in Nord- und Ostsee); das entspricht 6,3 % der Fläche Deutschlands.
In fast allen deutschen Bundesländern gibt es Nationalparks; manche greifen über die Grenzen der Bundesländer hinweg. Nur Berlin und Bremen verfügen über keine Nationalparks.

### Übersicht der deutschen Nationalparks
| \| \| |
|       |

|  |

| \| \| |
|       |

|  |

| \| \| |
|       |

|  |

| \| \| |
|       |

|  |

| \| \| |
|       |

|  |

| \| \| |
|       |

|  |

| \| \| |
|       |

|  |

| \| \| |
|       |

|  |

| \| \| |
|       |

|  |

| \| \| |
|       |

|  |

| \| \| |
|       |

|  |

| \| \| |
|       |

|  |

| \| \| |
|       |

|  |

| \| \| |
|       |

|  |

| \| \| |
|       |

|  |

| \| \| |
|       |

|  |

## Weitere Planungen
Weitere Projekte scheitern in Deutschland weitestgehend an wirtschaftlichen Interessen bzw. am Widerstand von Teilen der örtlichen Bevölkerung.
- In Nordrhein-Westfalen gab es Planungen, das Siebengebirge im rechtsrheinischen Rhein-Sieg-Kreis bei Bonn auf einer Fläche von 4.500 Hektar als Nationalpark auszuweisen. Das Projekt scheiterte am Widerstand der Bevölkerung von Bad Honnef durch einen Bürgerentscheid am 27. September 2009.[3]

- Ebenfalls in Nordrhein-Westfalen war über längere Zeit ein Nationalpark Senne-Egge in der Diskussion. Er sollte nach Beendigung der militärischen Nutzung des Truppenübungsplatzes Senne das Gebiet der Senne umfassen. Allerdings wird ein Großteil des vorgesehenen Schutzgebietes nach wie vor durch die britischen Streitkräfte genutzt. Die im Jahr 2010 gewählte Landesregierung aus SPD und Grünen sowie mehrere Naturschutzverbände wollten den in den 1990er Jahren beschlossenen Nationalpark unter Einschluss weiterer Gebiete und mit dem Namen Nationalpark Teutoburger Wald dennoch einrichten. Das Projekt scheiterte im Herbst 2012, nachdem eine vom Kreis Lippe angestoßene Schlichtung mit örtlichen Gegnern des Vorhabens erfolglos geblieben war.[4]

- In Bayern gibt es eine Initiative, den Steigerwald, ein Mittelgebirge in Unter-, Mittel- und Oberfranken, zum Nationalpark zu erklären. Die Umsetzung des Vorhabens scheitert bisher an wirtschaftlichen Interessen. Zuletzt hat sich der Fokus bei der Diskussion um einen dritten Nationalpark in Bayern auf den Frankenwald, die Rhön und den Spessart verlagert.[5][6]

- Ebenfalls in Bayern soll nach Plänen von Naturschützern das Ammergebirge (Ammergauer Alpen) als Nationalpark dauerhaft erhalten werden. Die Projektfläche im bayerischen Staatsbesitz beträgt über 23.000 Hektar. Ein Erfolg der Bemühungen ist ungewiss; einige Anwohner befürchten Nutzungseinschränkungen und wirtschaftliche Einbußen auf angrenzenden nichtstaatlichen Waldflächen.

- In Schleswig-Holstein begannen 2023 Vorbereitungen für die Einrichtung eines Nationalparks Ostsee. Widerstand gibt es von Fischern, Anwohnern, Wassersportlern und Tourismusvertretern.[7][8] Die „Lübecker Nachrichten“ berichteten am 13. September unter Berufung auf einen Antrag für einen Landesparteitag der CDU Schleswig-Holstein, das Projekt der Landesregierung Günther habe nicht mehr die Unterstützung der CDU-Parteiführung.[9]

Die meisten der bestehenden Nationalparks erfüllen nur teilweise das Kriterium der ungestörten und großflächigen Naturentwicklung – dafür sollen in den nächsten Jahrzehnten durch langfristig angelegte Steuerungsmaßnahmen erst die Voraussetzungen geschaffen werden. Die Nationalparkverordnung des ehemaligen Nationalparks Elbtalaue wurde vom 6. Senat des Bundesverwaltungsgerichts im September 1999 mit der Begründung für nichtig erklärt, dass das Gebiet in erster Linie als Kulturlandschaft zu betrachten sei und damit die Grundvoraussetzungen für einen Nationalpark nicht erfülle.

## Naturschutz und Tourismus
Da Nationalparks einerseits Wildtieren und Pflanzen ein Leben ohne menschliche Störungen ermöglichen sollen, andererseits aber auch Menschen die Möglichkeit geben sollen, Natur zu erleben, unterliegen menschliche Aktivitäten in verschiedenen Teilen deutscher Nationalparks unterschiedlichen Beschränkungen.